# رایانه پوشیدنی

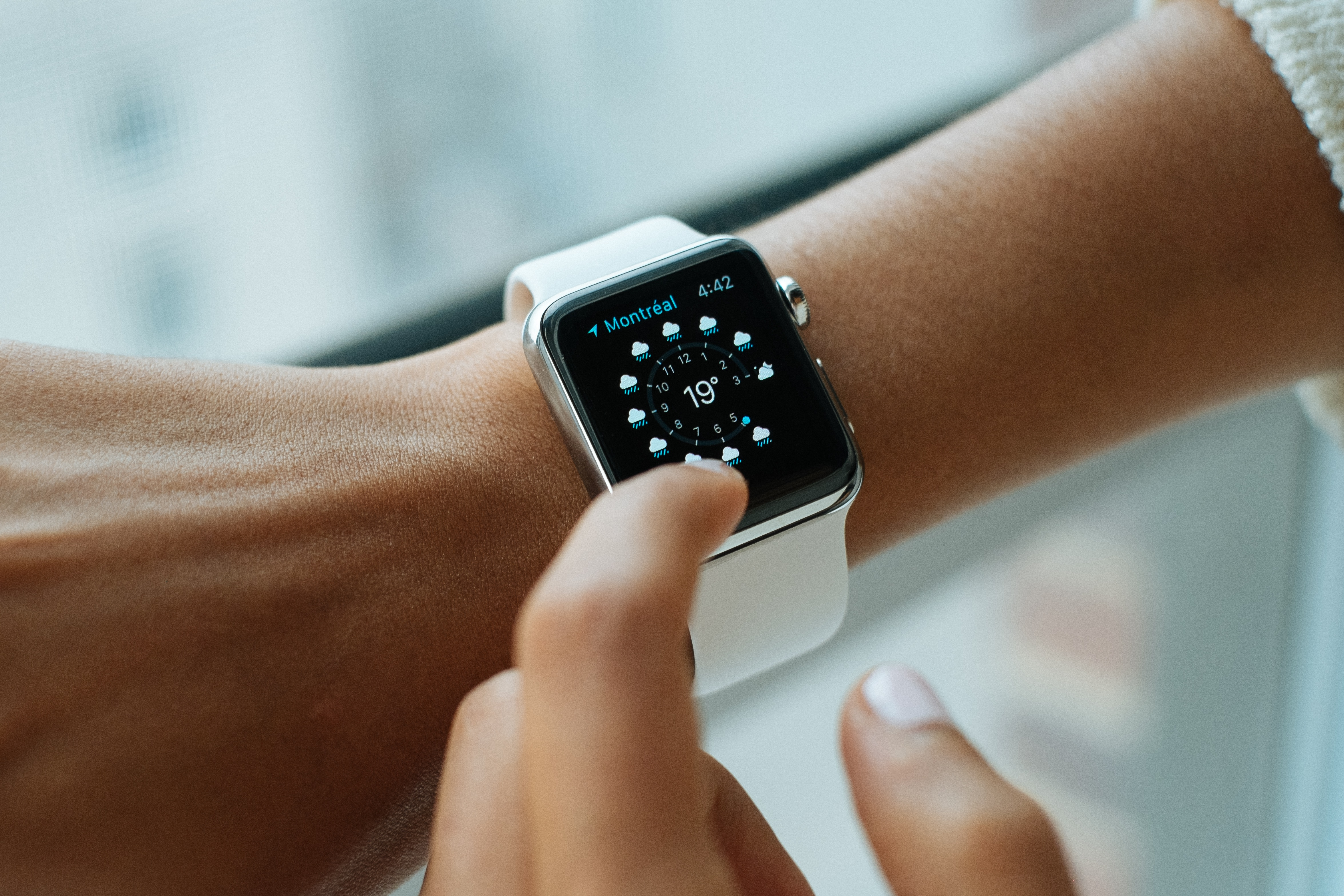
اپل واچ

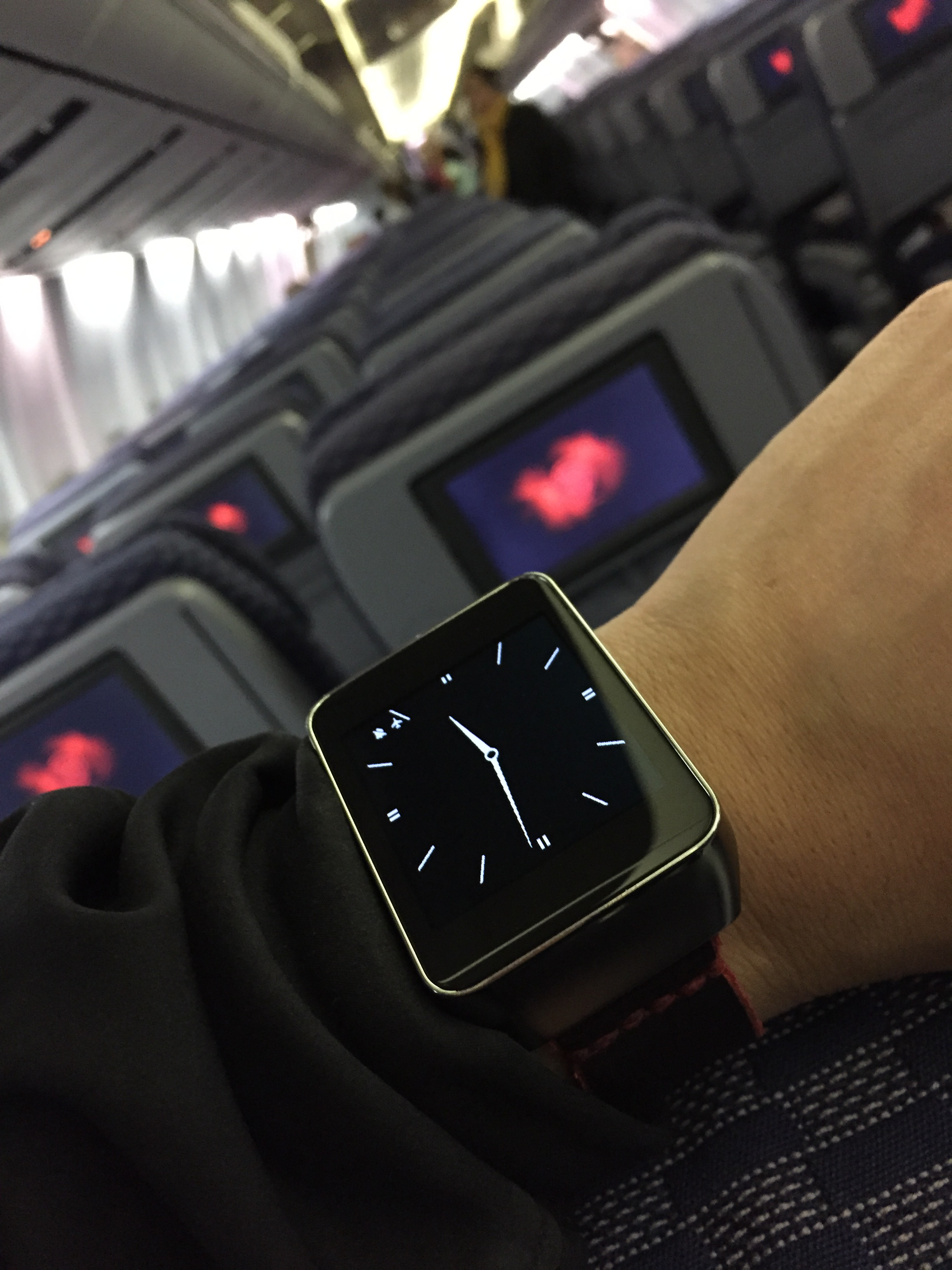
اندروید ویر

رایانهٔ پوشیدنی (به انگلیسی: Wearable computer) رایانه‌ای است که بر بدن پوشیده شود. این رایانه‌ها در حوضه‌هایی مانند مدل کردن رفتار، سامانه‌های نظارت بر سلامت، فناوری اطلاعات و توسعه رسانه کاربرد دارند. سازمان‌های دولتی و نظامی و بخش بهداشت هم‌اکنون به‌طور روزمره از این رایانه‌های پوشیدنی استفاده می‌کنند. رایانه‌های پوشیدنی مخصوصاً در مواردی که دست، صدا، چشم یا توجه کاربر فعالانه متوجه محیط فیزیکی است کاربرد دارند.
از این رایانه‌ها اکثراً برای طب از راه دور و کنترل بیماران نیز استفاده می‌شود.

## تاریخچه
نخستین رایانهٔ پوشیدنی جهان در سال‌های ۱۹۶۰–۶۱ با همکاری دو ریاضیدان، ادوارد اُ تروپ و کلود شانون اختراع شد. آن‌ها این وسیله را برای پیش‌بینی در بازی رولت و افزایش شانس برد طراحی کردند. شانون و تروپ رایانهٔ خود را که به اندازهٔ یک قوطی سیگار بود در تابستان ۱۹۶۱ در لاس‌وگاس آزمایش کردند. آن‌ها این موضوع را تا سال ۱۹۶۶ مانند رازی مخفی نگاه داشتند.